# Wailua Homesteads
Wailua Homesteads is een plaats (census-designated place) in de Amerikaanse staat Hawaï, en valt bestuurlijk gezien onder Kauai County.

## Demografie
Bij de volkstelling in 2000 werd het aantal inwoners vastgesteld op 4567.

## Geografie
Volgens het United States Census Bureau beslaat de plaats een oppervlakte van
18,4 km², waarvan 18,2 km² land en 0,2 km² water.

## Plaatsen in de nabije omgeving
De onderstaande figuur toont nabijgelegen plaatsen in een straal van 12 km rond Wailua Homesteads.